# Niphargus echion
Niphargus echion is een vlokreeftensoort uit de familie van de Niphargidae. De wetenschappelijke naam van de soort is voor het eerst geldig gepubliceerd in 2006 door Karaman & Matocec.